# Nødsituationen i Kastrup den 1. maj 1984
Nødsituationen i Kastrup den 1. maj 1984 var en hændelse med et Boeing 720 fly fra Conair (flight OY 482) fra Málaga til København, der fik problemer og var tæt på at havarere.
Besætningen på flyet bestod af luftkaptajn Bengt Eriksson, andenpilot Lars Lundum, flyvemaskinist Kurt Nielsen og kabinechef Erik Dreyer.
Flyvningen til Málaga var forløbet uden problemer, men da flight OY 482 lettede fra Málaga med kurs mod København opdagede flyvemaskinisten Kurt Nielsen at noget var galt med et af hydrauliksystemerne, omtrent over den vestfranske by Bordeaux. Da det pågældende hydrauliksystem kun blev brugt til at få landingsstellet ned, besluttede man sig for at flyve videre til København. 
Ved det første forsøg på at få hjulene ud, kom kun det venstre landingsstel og næsehjulet ud. Det var ventet, at der kunne opstå problemer pga. hydraulikfejlen, men da Kurt Nielsen forsøgte at udfælde det højre landingsstel manuelt, sad det fast. Ikke engang med ekstra muskelkraft fra kabinechefen og passagerer lykkedes det. I mere end to timer cirklede flyet over Øresund mens manualer og checklister blev gennemgået. 
Affæren blev hurtigt kendt i medierne, og mange journalister samledes i Kastrup Lufthavn. Med kun få minutters brændstof tilbage, var man tvunget til at lande, og der var ikke tid til at skum-belægge landingsbanen. Hvis man landede uden det højre landingsstel nede, måtte piloten lande på det venstre landingsstel og trimme flyet kraftigt til venstre. Desuden bruges næsehjulet under hele landingen, men efterhånden som hastigheden faldt til omkring 80-100 knob (tilsv. ca 148 til 182 km/h) , ville den højre vinge uvægerligt ramme jorden, når opdriften blev mindsket. Vingen ville højst sandsynligvis blive revet op, og selv med den ringe brændstofbeholdning måtte man gå ud fra, at der ville opstå en brand. 
Normal landingshastighed for Boeing 720 med næsten tomme brændstoftanker er omkring 115-120 knob (tilsv. 213 - 222 km/h) mod vinden. 
Men lige før indflyvningen samlede man det resterende hydrauliktryk på det venstre landingsstel – samtidigt med den manuelle kraft. Dette resulterede i at det blev udfældet korrekt omkring et halvt minut før selve landingen, hvorefter selve landingen blev afsluttet på normal vis. 

## Trivia om kaptajnen
Bengt Eriksson (født 24. oktober 1937, død 8. august 2016) var ansat i Conair fra d. 1. maj 1967 til sin pension 24. oktober 1997 (Conair skiftede navn til Premiair i 1993 og hedder nu Thomas Cook Airways). Han kommer fra Landskrona i Skåne, og begyndte sin flyvekarriere på usædvanlig måde, ved at flyve reklameflyvning med små Cessna propelfly – modsat dem der har militær baggrund. Men eftersom han havde rimeligt mange flyvetimer og certifikat på enmotorede fly, flermotorede fly og instrumentflyvning, samtidig med at Spies' flyselskab stadig brugte DC-7 propelfly fik han, måske lidt heldigt, job hos Conair.
I begyndelsen kun som "flight assistant" (med to striber på uniformen), men blev straks almindelig pilot, "flight officer".
Og da Conair i 1970 indførte jetflyet – Boeing 720, der er en mellemdistanceudgave af den måske mere kendte Boeing 707, blev han omskolet til jetfly, hvorefter han i 1976 blev luftkaptajn. I 1987 udskiftede Conair deres Boeing mod de rimeligt store Airbus A300 og få år senere købte Janni Spies syv helt nye og meget dyre Airbus A320, med hvilke Bengt afsluttede sin flyvende tjeneste og ansættelse i Conair, dagen før han blev tres år gammel.